# AN-M76
Die AN-M76 war eine US-amerikanische Brandbombe, die während des Zweiten Weltkrieges produziert und eingesetzt wurde.

## Entwicklung
Die Entwicklung der AN-M76-Bombe begann 1943 im Edgewood Arsenal. Basierend auf einem Auftrag der U.S. Regierung sollte eine 500-Pfund-Brandbombe (227 kg) mit einem flüssigen Brandstoff entwickelt werden. Die Bombe sollte bei der Bekämpfung von Industrieanlagen zum Einsatz kommen. Die Entwickler beim Chemical Warfare Service (CWS) und DuPont griffen zu diesem Zweck auf die bereits erfolgreich eingesetzte AN-M64-Sprengbombe zurück. Sie nahmen von dieser die Bombenhülle und füllten diese mit dem neuentwickelten gelförmigen Brandstoff (PT-1 Pyrogel) von DuPont. Bereits nach wenigen Monaten Entwicklungszeit waren die ersten Bomben auslieferungsbereit. Gegenüber dem an der Harvard University zeitgleich entwickelten herkömmlichen Napalm haftet das PT-1-Pyrogel besser an Oberflächen. Ebenso besitzt es eine wesentlich längere Brenndauer und eine viel höhere Brandtemperatur. Die stark brandfördernde Wirkung der Bombenfüllung konnten die Entwickler bei einem Brand eines Lagerschuppens mit ein paar Fässern PT-1-Pyrogel beobachten. Der angerückten Feuerwehr war es infolge der heftigen Feuer und der großen Hitzeentwicklung nicht möglich, den Brand zu bekämpfen. Sie konnten lediglich mit anschauen wie der ganze Schuppen niederbrannte.

## Technik
Die Bombe hatte eine zylindrische, längliche Rumpfform mit einem kreisrunden Querschnitt und einer ogivalen Spitze. Die Bombenhülle bestand aus Stahl. An der Bombenspitze hatte die Bombenhülle eine Materialstärke von 32 mm. Am Bombenheck maß diese 7,6 mm. Am Heck waren vier Stabilisierungsflächen angebracht. Die Bombe hatte eine blau-graue Grundfarbe. Zwei violette Streifen kennzeichneten die AN-M76 als Brandbombe. Die Bombe war 1,15 m lang, hatte einen Durchmesser von 355,6 mm und wog befüllt 214,6 kg. In der Mitte des kreisrunden Bombenrumpfes befand sich ein Zentralrohr mit einem Durchmesser von 88,9 mm. In diesem war die M115-Aufreiß- und Anzündladung untergebracht. Diese bestand aus 567 g Tetrytol-Sprengstoff sowie 4,08 kg Weißem Phosphor. Um das Zentralrohr herum befand sich die Bombenfüllung aus 81,6 kg gelförmigem Brandstoff PT-1 Pyrogel. Dieser war eine Mischung aus Benzin, Butylmethacrylat, Magnesiumpulver, Kerosin sowie Erdölrückstände, Asphalt, Aktivkohle und Natriumnitrat. Bezündert war die Bombe mit einem Kopf- und Heckzünder. Als Kopfzünder kamen die Zünder M103, M135, M136, M139, M140, M164 und M165 zur Anwendung. Am Heck wurde der Zünder M101 verwendet. Beim Abwurf wurde die Sicherungsleine an dem Zünder ausgerissen und der Zünder wurde durch das Windrad geschärft. Beim Aufschlag detonierte der Zünder und zündete die Aufreiß- und Anzündladung. Durch deren Explosion wurde die gelartige Bombenfüllung entzündet und in einem Umkreis von bis zu über 60 m verspritzt. Die Brandmischung hatte eine Brenndauer von 18–20 Minuten bei einer Brandtemperatur von bis zu 1.600 °C. Das klebrige, brennende Gel war mit Wasser praktisch nicht zu löschen. Wurde die AN-M76 aus einer Flughöhe von 7.620 m (25.000 Fuß) abgeworfen, hatte sie beim Einschlag eine Geschwindigkeit von rund 305 m/s. Aus dieser Abwurfhöhe konnte die Bombe 38 cm Stahlbeton durchschlagen.

## Einsatz
Die primären Einsatzplattformen waren die Bomber B-17 Flying Fortress (12–16 AN-M76-Bomben), B-24 Liberator (10–18 AN-M76-Bomben), B-25 Mitchell (6–8 AN-M76-Bomben), B-26 Marauder (6–8 AN-M76-Bomben), A-26 Invader (8 AN-M76-Bomben) sowie die B-29 Superfortress (max. 40, normal 20 AN-M76-Bomben). Ab Anfang 1944 kam die AN-M76-Brandbombe versuchsweise in Europa und später auf den asiatischen Kriegsschauplätzen zum Einsatz. Der erste belegte Großeinsatz wurde von den US Army Air Forces (USAAF) über Berlin am 6. März 1944 durchgeführt. Der erste großangelegte Angriff mit AN-M76-Bomben auf dem asiatischen Kriegsschauplatz erfolgte am 18. Oktober 1944 bei einem Bombenangriff auf Formosa. Danach kam der Bombentyp bei den Luftangriffen auf japanischen Städte zum Einsatz. Während des Zweiten Weltkrieges wurden 39.000 AN-M76 auf Deutschland und 38.000 auf Japan abgeworfen. Von den Bomberbesatzungen wurde die AN-M76 scherzhaft „Blockburner“ oder „Goop“ genannt.
Der nächste Einsatz der AN-M76 erfolgte während des Koreakrieges Dort wurde der Bombentyp durch die Bomber B-29 Superfortress beim Angriff auf Industrieanlagen sowie zum Flächenbombardement nordkoreanischer Städte eingesetzt.